# Кипарисов, Леонид Георгиевич
Леонид Георгиевич Кипарисов (8 марта 1964, Новосибирск) — российский художник.

## Биография
Родился в Новосибирске. Живописец, график, книжный иллюстратор, театральный художник и спортсмен, дзюдоист. Основные направления: станковая живопись (портрет, жанровая картина, графический дизайн, книжное макетирование и иллюстрации.
Член секции живописи СПб Союза Художников России. Член Творческого союза художников России. Действительный член Европейской академии естественных наук (Ганновер, Германия).
Жил в Рязани. С начала 1980-х годов живёт и работает в Санкт-Петербурге. Учился в Ленинградском электротехническом институте (ЛЭТИ, 1981—1984). Закончил художественно-графический факультет РГПУ Герцена (1984—1989). Дипломная работа выполнена на кафедре живописи, руководитель В. А. Леднев. Л. Кипарисов один из участников объединения художников «Невский-25» (1987—1990) и других капремонтных мастерских.
В 1990-е годы, как художник, работал в странах Западной Европы (больше всего — в Германии и Люксембурге). В последние двадцать лет художником создано ряд живописных серий: «Петербургские дожди», «Финский залив», «Блондинки и брюнетки», «Маскарады», «Сказочные сюжеты», «Мажоретки и военные музыканты», «Былины» и другие. Л. Г. Кипарисов художник и автор-составитель иллюстрированных книг: «Сборник латинских изречений» (2005), «Поселок Комарово в рисунках» (2014), «Иллюстрированные пословицы народов мира», «Путешествие Кирилла и Мефодия по библиотекам Курортного района» (2012), «Воспоминания Иван Ильич Курбатова», «Книга былин» и других.
Леонид Кипарисов — автор теоретического трактата «Квадрат Малевича как символ капитуляции художников перед искусствоведами» и иронически-футуристического проекта установки в Приморском районе Санкт-Петербурга «Памятника героям инопланетянам».
Сотрудничает с галереями в Санкт-Петербурге («Бродячая Собака», «Мансарда художников», «Лавка художника»), Москве («Коллекция Якиманки»), Кельне («Kunsthaus Binhold»), Каннеро Ривьера, Швейцария («Galleria d`arte Erika Wagner»).
Живёт в Санкт-Петербурге.
Много времени художник отдает популяризации в России традиционной английской игры крокет, являясь организатором ежегодных (с 2007) турниров по этому виду спорта в Комарово. Также Кипарисов — первооткрыватель и увлеченный энтузиаст зимней игры северных народов — «Енот на снегу».

## Персональные выставки
Начиная с 1988 года Л. Г. Кипарисов является постоянным участником заметных художественных выставок, преимущественно персональных, как в России, так и за рубежом.

## Музейные собрания
Живописные и графические работы художника находятся в музейных и частных собраниях многих стран.
- Государственный музей истории Санкт-Петербурга.
- Музей политической истории России. (Санкт-Петербург).
- Музей Печати (Санкт-Петербург).
- Новосибирский государственный художественный музей.
- Музей «Дом Юмора и Сатиры» (Габрово, Болгария).
- Музей "Арт-Донбасс" (Донецк)